# Eucharia ragusai
Eucharia ragusai là một loài bướm đêm thuộc phân họ Arctiinae, họ Erebidae.